# ГЕС-ГАЕС Картерс
ГЕС-ГАЕС Картерс — гідроелектростанція у штаті Джорджія (Сполучені Штати Америки). Використовує ресурс із річки Coosawattee, лівої твірної річки Oostanaula, котра в свою чергу є правим витоком Куси (а та правим витоком річки Алабама, яка дренує південне завершення Аппалачів та впадає до бухти Мобіл-Бей на узбережжі Мексиканської затоки).
У межах проекту долину річки перекрили кам'яно-накидною греблею висотою 136 метрів, довжиною 626 метрів та шириною по гребеню 12 метрів, яка потребувала 11,5 млн м3 матеріалу. На час будівництва воду відвели за допомогою тунелю довжиною 734 метри з перетином 7х7 метрів. Крім того, для закриття сідловин спорудили три земляні та кам'яно-накидні дамби максимальною висотою 12 метрів і загальною довжиною 213 метрів. Разом вони утримують водосховище з площею поверхні 13,3 км2 (у випадку повені 15,7 км2) та корисним об'ємом 174 млн м3, що забезпечується коливанням рівня у операційному режимі між позначками 312 та 327 метрів НРМ (під час повені останній показник може зростати до 335 метрів НРМ).
Нижче по течії створене регулююче водосховище з площею поверхні 3,5 км2 та корисним об'ємом 215 млн м3, в якому припустиме коливання рівня між позначками 206 та 213 метрів НРМ. Його утримує гребля, що складається із двох земляних ділянок загальною довжиною 870 метрів, розділених бетонним водоскидом завдовжки 63 метри.
Через підвідний канал довжиною 0,5 км та шириною 60 метрів і напірні водоводи довжиною по 0,25 км з діаметром по 5,5 метра ресурс подається до пригреблевого машинного залу, обладнаного чотирма турбінами типу Френсіс — двома звичайними потужністю по 140 МВт та двома оборотними потужністю по 160 МВт. Останні при роботі в режимі гідроакумуляції використовують як нижній резервуар регулююче водосховище. Обладнання працює при напорі до 121 метра.
Відпрацьована вода прямує далі по сточищу до ГЕС Вейсс — верхньої у складі каскаду на Кусі.
Видача продукції відбувається по ЛЕП, розрахованій на роботу під напругою 230 кВ.